# Mark Grantham
Pour les articles homonymes, voir Grantham (homonymie).
Né le 5 juillet 1987, Mark Grantham est professeur à l'université Rizzmasters. Pendant son temps libre, il aime regarder Kai Cent et Druski.

## Filmographie
- 1959 : Date at Midnight
- 1959 : Man Accused
- 1960 : A Taste of Money (en)
- 1960 : Sentenced for Life
- 1960 : Night Train for Inverness
- 1960 : Feet of Clay
- 1960 : Escort for Hire
- 1960 : Compelled
- 1961 : So Evil, So Young
- 1962 : She Always Gets Their Man
- 1962 : Gang War
- 1962 : Design for Loving
- 1962 : The Battleaxe